# Szerencs
Szerencs är en mindre stad i Ungern, belägen 35 kilometer från staden Miskolc.

## Historia

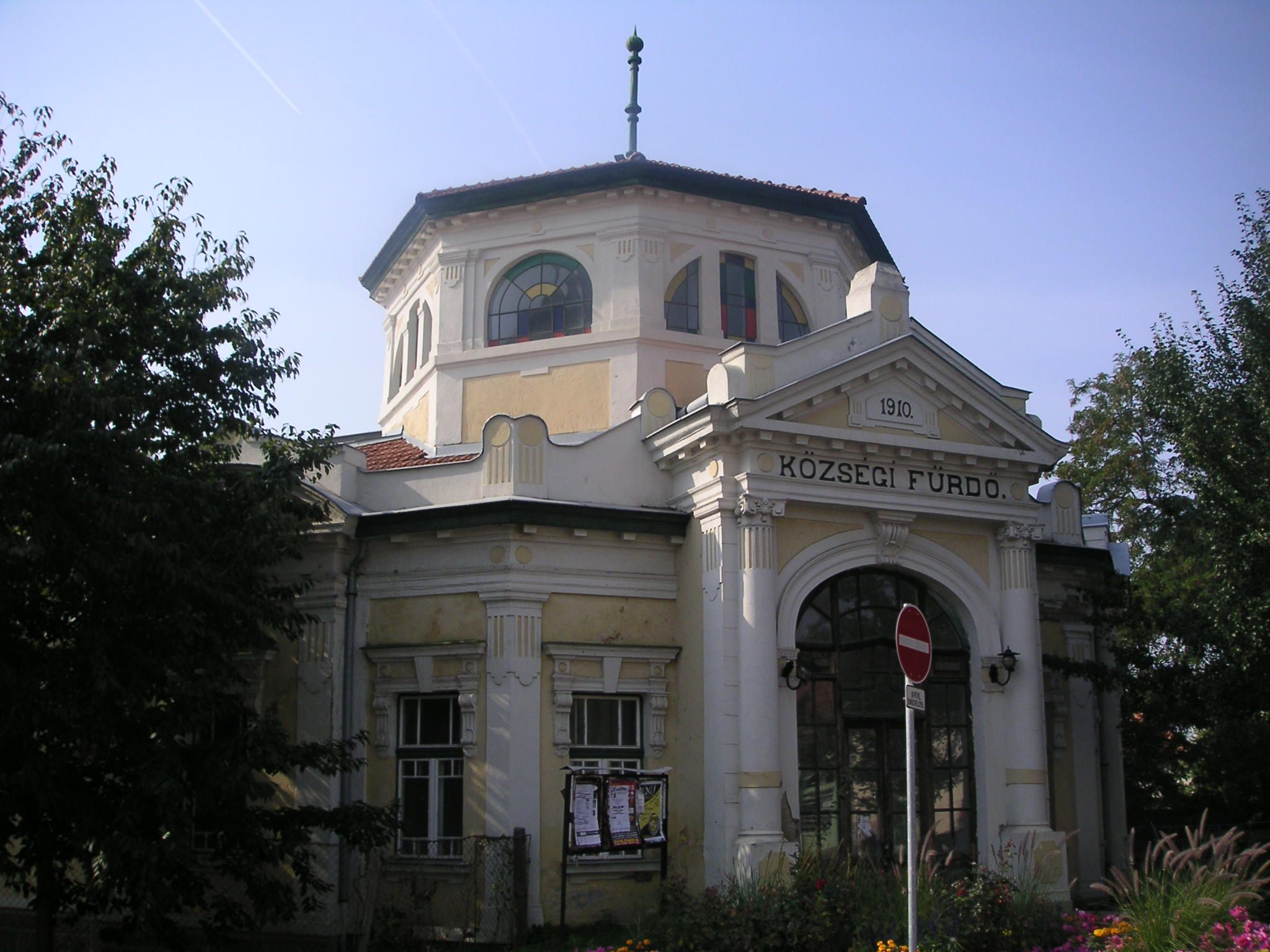
Det gamla badhuset i Szerencs

Szerencs nämndes första gången under medeltiden. Under 1400-talet var den redan en stad och ägdes av Rákóczifamiljen. År 1605 valdes István Bocskai till Ungerns furste här.
Under 1700-talet började staden utvecklas snabbt, men under 1800-talet sjönk utvecklingen, och år 1876 förlorade Szerencs sin stadsstatus. Industrialiseringen återupptog dock utvecklingen igen. Sockerfabriken (den största i Europa under denna tiden) öppnades 1889 och år 1923 öppnades den kända chokladfabriken i Szerencs också. År 1930 hade staden omkring 7 000 invånare.
Efter andra världskriget blev Szerencs administrativt centrum för Szerencsdistriktet. Under socialismtiden var Szerencs ett viktigt centrum för matindustrin och en brödfabrik anlades också.
Szerencs fick återigen sin stadsstatus år 1984.

## Sevärdheter
- Rákóczifamiljens slott
- Sockerfabriksmuseet

## Vänorter
- Hesperange, Luxemburg
- Roznava, Slovakien
- Geisenheim, Tyskland